# Huỳnh Hồng Sơn
Huỳnh Hồng Sơn (sinh ngày 27 tháng 4 năm 1969 tại Sài Gòn) là một cầu thủ bóng đá Việt Nam. Anh từng thi đấu cho câu lạc bộ bóng đá Cảng Sài Gòn và từng là thành viên của đội tuyển bóng đá quốc gia Việt Nam tham dự Tiger Cup 2002 trong vai trò Tiền đạo.

## Tiểu sử
Những bước đầu tiên trên con đường bóng đá của Huỳnh Hồng Sơn bắt đầu từ các giải phong trào của lực lượng vũ trang Gò Vấp. Năm 1992, anh gia nhập Cảng Sài Gòn nhưng vẫn chỉ chơi bóng đá phong trào là chủ yếu. Thậm chí, năm 1995, vì mắc bệnh tiêu hóa, Sơn từng rời bỏ bóng đá để về làm công nhân của Công ty Xếp dỡ Khánh Hội - Cảng Sài Gòn.
Nhưng 3 năm sau, cầu thủ này lại quay trở lại với bóng đá và may mắn đã mỉm cười với anh khi được bổ sung vào Đội 1 của Cảng Sài Gòn. Từ "bước đệm" này, cái tên Huỳnh Hồng Sơn có cơ hội để tỏa sáng. Dưới màu áo Cảng Sài Gòn, Sơn được biết đến như một cầu thủ đa năng, có thể chơi ở nhiều vị trí và đặc biệt rất có duyên ghi bàn. Cùng với đồng đội, cầu thủ này bước lên ngôi vô địch V.League mùa giải 2001-2002, đoạt Cup QG mùa bóng 1999-2000 và vô địch giải hạng nhất quốc gia 2004.
Thời kỳ đỉnh cao tuy ngắn ngủi, nhưng Sơn cũng đã 2 lần lọt vào cuộc bầu chọn Quả Bóng Vàng Việt Nam. Trong cuộc bầu chọn năm 2002, Sơn vượt qua thủ môn Minh Quang (Bình Định) đoạt danh hiệu "Quả bóng đồng".
Ở cấp độ đội tuyển Quốc gia, Sơn có vẻ không có duyên bởi vào thời điểm đó, anh bị lấn át bởi tên tuổi của "lớp cầu thủ vàng" như Nguyễn Hồng Sơn, Lê Huỳnh Đức, Trần Công Minh. Thậm chí, trong một cuộc bầu chọn Quả bóng vàng Việt Nam, cái tên Huỳnh Hồng Sơn còn "hân hạnh" được một cây viết không am tường lắm về bóng đá bầu chọn cho danh hiệu "Cầu thủ trẻ xuất sắc nhất". Và câu chuyện này trở thành một giai thoại của làng báo thể thao trong những cuộc "trà dư, tửu hậu" nói về tai nạn nghề nghiệp.
Dẫu vậy, tại Tiger Cup 2002, Huỳnh Hồng Sơn lại thêm một lần may mắn khi lọt vào "mắt xanh" của ông Calisto huấn luyện viên trưởng đội tuyển Việt Nam thời đó. Càng ấn tượng hơn là ở thời điểm lần đầu tiên được gọi vào đội tuyển QG đó, Sơn đã bước qua tuổi 30. Thế nhưng, khi được xếp đá cặp với Huỳnh Đức trên hàng tiền đạo, Sơn chơi tuyệt hay và đóng góp một phần vào chiếc HCĐ của đội tuyển Việt Nam năm đó.
Mùa giải 2005, một tai nạn ập đến với Huỳnh Hồng Sơn: chấn thương đốt sống cổ sau một pha va chạm với thủ môn đội Đá Mỹ Nghệ ở vòng 2 Cup QG. Chấn thương này buộc Sơn phải từ giã V.League 2005.

## Thành tích
Với đội tuyển Việt Nam
- Hạng nhì Cúp bóng đá Thành phố Hồ Chí Minh 2002
- Hạng ba giải vô địch bóng đá Đông Nam Á 2002